# Питър Бота
Питър Бота (Pieter Willem Botha), известен с инициалите „P. W.“ и с псевдонима си Големия крокодил (на африкаанс: Die Groot Krokodil), е министър-председател на ЮАР в периода 1978 – 1984 г. и президент на страната от 1984 до 1989 година.
През целия си живот е привърженик на Националната партия и на следваната от нея политика на расово разделение. Става член на Националната партия през 1936 г., а през 1948 г. оглавява партията в Капската провинция. През 1958 г. става министър на вътрешните работи. През 1966 г. е вече министър на отбраната. През 1984 г. значително е преработена южноафриканската конституция, по силата на която се създава президентски пост със силни изпълнителни правомощия. През същата година президентският пост на Южна Африка се поема Питер Бота. По време на мандата му страната води активна външна политика: ЮАР съвместно с Израел разработва своя собствена атомна програма, а стилът на управление в Намибия става все по-авторитарен и брутален.
Макар и често определяна като расистка, политиката на Бота се отличава с известен либерализъм в сравнение с неговите предшественици. Той легализира браковете между цветнокожи и бели в страната, подобрява и положението на индийското малцинство в страната. Апартейдът обаче не е отменен, а само отчасти омекотен.
Политиката на Бота води до поляризиране в рамките на неговата партия, в която се оформят различни крила.
През февруари 1989 г. Бота получава инфаркт, и няколко месеца по-късно му се налага да напусне. Начело на ЮАР в сачеството на президент застава Фредерик де Клерк.